# Turebyholm
Turebyholm er en avlsgård under Bregentved Gods i Tureby Sogn i Faxe Kommune.
Den nævnes første gang i 1370 i en jordebog over Roskilde bispestols gods. Turebyholms hovedbygning er opført i 1750 af arkitekten Nicolai Eigtved.
Turebyholm er på 406 hektar.
Under den østdanske epidemi 1831 var Emil Hornemann indkvarteret på Turebyholm som hjælpelæge.

## Ejere af Turebyholm
- (1370-1536) Roskilde Bispestol
- (1536) Kronen
- (1536-1539) Mads Bølle (lensmand)
- (1539-1556) Erik Madsen Bølle (lensmand)
- (1556-1580) Peder Bille (lensmand)
- (1580-1588) Oluf Pedersen Bille (lensmand)
- (1588-1590) Jørgen Ernst Worm (lensmand)
- (1590-1596) Jørgen Ottesen Rosenkrantz (lensmand)
- (1596-1601) Sten Bille (lensmand)
- (1601-1604) Mogens Gøye (lensmand)
- (1604-1611) Henrik Gøye
- (1611-1619) Birgitte Brahe gift Gøye
- (1619-1642) Otte Henriksen Gøye
- (1642-1662) Brigitte Thott gift Gøye
- (1662-1667) Brigitte Thotts dødsbo
- (1667-1674) Peder Reedtz
- (1674-1702) Anna Ramel gift Reedtz
- (1702) Petra Sophie Pedersdatter Reedtz gift Thott / Holger Pedersen Reedtz
- (1702-1707) Tage Thott
- (1707-1720) Petra Sophie Pedersdatter Reedtz gift Thott
- (1720-1730) Frederik 4.
- (1730-1746) Christian 6.
- (1746-1747) Frederik 5.
- (1747-1792) Adam Gottlob Joachimsen lensgreve Moltke
- (1792-1818) Joachim Godske lensgreve Moltke
- (1818-1864) August Adam Wilhelm lensgreve Moltke
- (1864-1875) Frederik Georg Julius lensgreve Moltke
- (1875-1936) Frederik Christian lensgreve Moltke
- (1936-1968) Christian Frederik Gustav lensgreve Moltke
- (1968-1989) Hans Hemming Joachim Christian lensgreve Moltke
- (1989-) Christian Georg Peter lensgreve Moltke